# Jouar
Jouar El-Matn (arabe : الجوار ) est un village libanais (qui dépend de la municipalité de Khenchara) situé dans le caza du Metn au Mont-Liban au Liban. La population est de 879 habitants.
Jouar est situé entre Chrine, Chouweir et Khenchara, sur la route principale allant à Bteghrine Baskinta. Ce village est connu pour ses maisons traditionnelles en briques rouges aux toits et ses tailleurs de pierre qualifiés.
Jouar est proche de Khenchara, maison de l'Église catholique melkite. La plus ancienne de ses trois églises est dédiée à Saint Jean-Baptiste date du XIIe siècle.
Il y a aussi l'église du XVIIIe siècle de Saint-Nicolas, avec son iconostase en bois. Le monastère possède une collection d'icônes et une bibliothèque.
Un musée de cinq pièces abrite les anciennes presses situées auparavant dans le monastère et quelque 450 objets.